# Ашвобинон (Висконсин)
Ашвобинон (енгл. Ashwaubenon) град је у америчкој савезној држави Висконсин.

## Демографија
По попису из 2010. године број становника је 16.963, што је 671 (-3,8%) становника мање него 2000. године.
| Група             | 2000.          | 2010.          |
| Белци             | 16.669 (94,5%) | 15.117 (89,1%) |
| Афроамериканци    | 114 (0,6%)     | 204 (1,2%)     |
| Азијати           | 320 (1,8%)     | 534 (3,1%)     |
| Хиспаноамериканци | 202 (1,1%)     | 471 (2,8%)     |
| Укупно            | 17.634         | 16.963         |